# Byron Wesley
Byron Wesley jr. (Monterey, 26 dicembre 1992) è un cestista statunitense.

## Palmarès
- Campione NBA D-League (2016)